# Episodi di Drawn Together (terza stagione)
La terza stagione di Drawn Together è stata trasmessa negli Stati Uniti a partire dal 5 ottobre 2006 su Comedy Central. In Italia, la stagione è stata trasmessa dal 22 luglio 2007 al 27 marzo 2008 sul canale satellitare Comedy Central.
| n° | Titolo originale                                                                                    | Titolo italiano                      | Prima TV USA     | Prima TV Italia  |
| -- | --------------------------------------------------------------------------------------------------- | ------------------------------------ | ---------------- | ---------------- |
| 1  | Freaks & Greeks                                                                                     | Salviamo capre e cavoli              | 5 ottobre 2006   | 22 luglio 2007   |
| 2  | Wooldoor Sockbat's Giggle-Wiggle Funny Tickle Non-Traditional Progressive Multicultural Roundtable! | Gay terminator                       | 12 ottobre 2006  | 29 luglio 2007   |
| 3  | Spelling Applebee's                                                                                 | Gara di spelling                     | 19 ottobre 2006  | 5 agosto 2007    |
| 4  | Unrestrainable Trainable                                                                            | Educare un gigante                   | 25 ottobre 2006  | 12 agosto 2007   |
| 5  | N.R.A.Y RAY                                                                                         | Caccia selvaggia                     | 1º novembre 2006 | 19 agosto 2007   |
| 6  | Mexican't Buy Me Love                                                                               | Siamo polli o galli                  | 8 novembre 2006  | 26 agosto 2007   |
| 7  | Lost in Parking Space, Part One                                                                     | Persi nel parcheggio (Parte prima)   | 15 novembre 2006 | 3 settembre 2007 |
| 8  | Lost in Parking Space, Part Two                                                                     | Persi nel parcheggio (Parte seconda) | 4 ottobre 2007   | 6 marzo 2008     |
| 9  | Charlotte's Web of Lies                                                                             | Charlotte: una ragnatela di bugie    | 11 ottobre 2007  | 13 marzo 2008    |
| 10 | Breakfast Food Killer                                                                               | I killer dell'industria dei cereali  | 18 ottobre 2007  | 13 marzo 2008    |
| 11 | Drawn Together Babies                                                                               | Drawn Together Bambini               | 25 ottobre 2007  | 20 marzo 2008    |
| 12 | Nipple Ring-Ring Goes to Foster Care                                                                | Il capezzolo radio temporale di Hero | 1º novembre 2007 | 20 marzo 2008    |
| 13 | Foxxy and the Gang Bang                                                                             | Toot va a Bollywood                  | 8 novembre 2007  | 27 marzo 2008    |
| 14 | The Elimination Special, Part II: The Elimination                                                   | L'idolo americano dello show         | 14 novembre 2007 | 27 marzo 2008    |